# Грінок
Грі́нок (англ. Greenock, шотл. Greenock, шотл. гел. Grianaig) — місто на заході Шотландії, адміністративний центр області Інверклайд.
Населення міста становить 43 820 осіб (2006).

## Ім'я
З плином часу назва міста мала різні написання. Вона була надрукована в ранніх актах парламенту як Grinok, Greenhok, Grinock, Greenhoke, Greinnock а пізніше і Greinok. Старі пресвітеріальні записи використовували Гренок, загальну орфографію до того часу, коли його було змінено на Грінок близько 1700 року. Походження назви невідоме, запропоновані джерела включали звичайний бриттонічний «Граенаг», гравильно або піщане місце, яке точно описує передній берег перед доками І були побудовані причали, або гаельська означає сонячне місце, яке гренокці вважали неймовірним описом. Було також зроблено припущення, що «Гріан Кнок» або сонячний пагорб міг би послатися на пагорб, на якому стояв замок та особняк, але це не знайшло великої підтримки
Правопис «Гріноак» був виявлений на двох заводських рахунках, починаючи з 1717 року, і легенда про розробку зеленого дуба на краю Клайда на Вільям-стріт, що використовується рибаками для з'єднання своїх човнів. Це, як правило, було відхилено як образна народна етимологія, але образ часто використовувався як емблема або логотип, висічений на громадських будівлях, використовувався на банерах та значках, і колись був прикрашений місцевим емблемою кооперативного товариства. Сучасний торговельний центр у місті, що називається The Oak Mall, використовує зелене дерево як логотип. Назва також згадується у місцевій пісні (The Green Oak Tree). Важливо, що на міському гербі не з'являється зелений дуб, який містить три часи Шоу Стеартса, вітрильний корабель із повним парусом і дві оселедець над лозунгом «Бог Швидко Грінок». Існуючі факти свідчать про те, що на вершині вулиці Уілліма-стріт, поруч із Дубовим торговим центром, розташована «Дерево зеленого дуба», розташоване на площі Каткарт, — справді, підкріплена підвісками, між церквою «Середній Кірк» і Центральна особливість площі, була де він одного разу, нібито, виріс.
Найзнаменитіша людина що народилась в Гріноку — інженер Джеймс Ватт, винахідник парового двигуна. Його ім'ям названі місцевий коледж і бібліотека.
Риболовецькі селища та гавані
Берег Грінока сформував широку бухту з трьома меншими відступниками: затока Швидкого була відома як безпечне причал ще в 1164 році. На його схід піщана бухта бігла на схід від Старого Кірка і Заходу до Осіння до Уестера Грінок-замок. Риболовецьке селище Грінока розвивалося вздовж цієї бухти, і близько 1635 р. Сер Джон Сква мав порт, побудований у затоці, що отримала назву бухти Сер Джонс. У тому ж році він отримав Хартію, яка підняла Greenock на Burgh of Barony з правами на щотижневий ринок. Далі на схід, бухта Сен-Лоранс зігнулася навколо Crawfurd Barony пасхальних Грінок до Garvel (або Гравель) Пункт. Коли був побудований пірс (або дюк), що зробив затоку важливою гаванню, рибальське село Картсбурн отримало альтернативну назву Круфюрддіке. У 1642 році він був зроблений в Burgh Barony of Crawfurdsdyke, і частина нещасного Scheme Darien вийшли з цього причалу в 1697 році. Це місто пізніше було перейменовано Cartsdyke.
Торгівля рибною промисловістю процвітала, експортувалися бочки з солоної оселедця, розвивалася торгівля судноплавством. Оскільки морські кораблі не могли йти далі вздовж річки Клайд, торгові центри Глазго, включаючи татар, хотіли доступу до гавані, але мали суперечку з Гріноком за гавань та складські приміщення. Вони намагалися придбати садибу Гарвеля для гавані, коли землі Пасхи Грінок виставлялися на продаж для погашення заборгованості, але були перебільшені сер Джон Скво, який отримав королівську хартію 1670 року, яка об'єднала Великдень та Вестер Грінок, в Burgh Barony of Greenock. Був створений окремий Barony of Cartsburn, перший барон — Томас Craufurd. У 1668 році місто Глазго отримало оренду 13 акрів (5,3 га) сухопутних річок поблизу замку Ньюарк, а будівництво негайно розпочалося на гавані Ньюпорт-Глазго, який до 1710 року мав головний митний склад Клайда [6].
Серед відомих людей з Гріноку, — композитори Хеміш Мак-Кунн та Вільям Воллес, музикант Джон Мак-Геохі, поети Денис Девлін і Джин Адам, актори Річард Вілсон і Стелла Гонет, а також не виключено, що і пірат капітан Вільям Кідд.